# 金勇光 (政治家)
金 勇光（キム・ヨングァン、朝鮮語: 김용광）は、朝鮮民主主義人民共和国の政治家。朝鮮労働党中央委員会委員候補。金属工業相、茂山鉱山連合企業所支配人などを歴任した。

## 経歴
出生地や生年月日は不明。金策工業総合大学を卒業した。2008年6月に金属工業副相に任命され、2010年9月に茂山鉱山連合企業所支配人に転じた。2011年に金正日総書記が死去した際には、国家葬儀委員会委員に選ばれた2014年1月にに金属工業相に任命され、同年3月に最高人民会議第13期代議員に選出された。2016年5月9日に開催された朝鮮労働党第7次大会で朝鮮労働党中央委員会委員候補に選出されたが、2017年に金属工業相を解任された。

## 参考サイト
북한정보포털
| 先代韓孝淵 | 金属工業相2014年 - 2017年 | 次代金忠傑 |